# Víctor Delgado Mallarino
Víctor Alberto Delgado Mallarino (Bogotá, 26 de julio de 1929) es un policía y diplomático colombiano.
Fue el primer oficial de la Policía en alcanzar grado de General de tres estrellas. Siendo director general de la Policía Nacional, participó en el operativo de retoma del Palacio de Justicia el 6 y 7 de noviembre de 1985, que había sido tomado por un comando guerrillero del Movimiento 19 de abril (M-19), por lo cual ha sido investigado en varias ocasiones.

## Biografía
Delgado Mallarino ingresó a la Escuela de Cadetes de Policía General Santander como parte del curso de oficiales 09 Carlos Holguín Mallarino, obteniendo el grado de Comisario a prueba el 6 de febrero de 1952.
Hizo parte del departamento de Policía Cauca, y estuvo al frente de la Escuela Carlos Holguín, del Centro de Adiestramiento Canino, de la Escuela de Suboficiales Gonzalo Jiménez de Quesada, de la cárcel La Modelo de Bogotá, de la dirección general de Prisiones, de la jefatura de personal y docencia, del F-2, del comando de policía Caldas, de la jefatura docente, de la gerencia del Fondo Rotatorio de la Policía, de la Escuela General Santander, de la dirección de servicios de policía, del Estado Mayor de Planeación, de la inspección general, subdirección general y dirección general de la Policía Nacional.

### Director general de la Policía
El presidente Belisario Betancur lo nombró en el cargo el 16 de agosto de 1983. Organizó la aviación policial y la base aérea de Guaymaral, culminó las sedes donde actualmente se erige la Dirección General, el Hospital Central y el Centro Religioso de la Policía, inauguró la sistematización con el Centro Automático de Despacho (CAD) y creó las policías metropolitanas de Cali y Bogotá.
Participó en la operación de Retoma del Palacio de Justicia el 6 y 7 de noviembre de 1985, investigado por la ejecución del mismo, y llamado a declarar por los resultados del mismo. Además siendo criticado por la extraña retirada de los uniformados que custodiaban el Palacio, un día antes de la toma por parte del M-19 y la alteración de la escena que se llevó a cabo bajo sus órdenes, lavando el palacio y bajar todos los cadáveres al primer piso.
Luego de solicitar su retiro del servicio activo, ejerció las embajadas de Colombia en Rumania y Argelia.

### Familia
Victor Delgado Mallarino (no confundir con su abuelo paterno de quien es homónimo, Víctor Alberto Delgado Mallarino, un bogotano que falleció en Liverpool donde se desempeñó como vicecónsul de Colombia por varios años), era hijo de Alberto Delgado Pardo y de Magdalena Mallarino Pardo, quienes eran parientes entre sí. Sus hermanos fueron Roberto, Guillermo, Andrés y Patricia Delgado Mallarino, siendo Victor el segundo de 5 hijos.
Su padre era bisnieto del expresidente Manuel María Mallarino y de la heredera María Mercedes Cabal, inspiración de la novela María de Jorge Isaacs. Mallarino era tío de los expresidentes Carlos Holguín Mallarino y su hermano Jorge Holguín. Uno de sus tío segundos era el político Manuel María Mallarino Isaacs, y también está emparentado con el político Antonio Mallarino Pardo.
La tía abuela de Victor, era la artista Mercedes Delgado Mallarino, madre de los artistas Luis y Santiago Martínez Delgado, esposa del político Luis Martínez Silva y cuñada del también político Carlos Martínez Silva. 
Matrimonio y descendencia
Delgado contrajo matrimonio en Bogotá el 25 de julio de 1953 con Mariela Reyes Díaz, natural de San Gil, Santander, fallecida en 2023 en Bogotá.